# Messier 18
Messier 18 eller NGC 6613 är en öppen stjärnhop som ligger i stjärnbilden Skytten. Sedd från jorden ligger den mellan Omeganebulosan (M17) och Skyttens stjärnmoln (M24). M18 beräknas vara 32 miljoner år gammal och befinner sig 4 900 ljusår bort. Dess skenbara magnitud är ungefär 7,5. 
Messier 18 upptäcktes av Charles Messier den 3 juni 1764 och infördes i hans katalog över kometliknande objekt.

## Egenskaper
Messier 18 är en gles öppen stjärhop med en linjär diameter på 8,04 pc, en tidvattenradie på 7,3 pc, och är centralt koncentrerad med kärnradie på 0,012 pc. Den har en Trumplerklass av II 3 P. Stjärnhopen är 33 miljoner år gammal med en uppskattad massa på 188 miljoner solmassor. Den har en identifieerad Be-stjärna och totalt 29 typ B-stjärnor.  Det finns tre superjättestjärnor, alla av spektralklass A eller tidigare stjärnor. Den ljusaste stjärnan (Lucida), eller HD 168352, är en stjärna av typ B med spektralklass B2 III och magnitud 8,65.
Messier 18 befinner sig 1 296 pc från jorden och 6 830 pc från Vintergatans centrum. Den kretsar kring galaxens kärna med en period på 186,5 miljoner år och en excentricitet på 0,02. Detta för den så nära som 6 500 pc, och så långt bort som 6 800 pc från den galaktiska kärnan. Den passerar vertikalt genom det galaktiska planet en gång per 27,4 miljoner år, som sträcker sig högst 80 pc över eller under. [1]

## Galleri

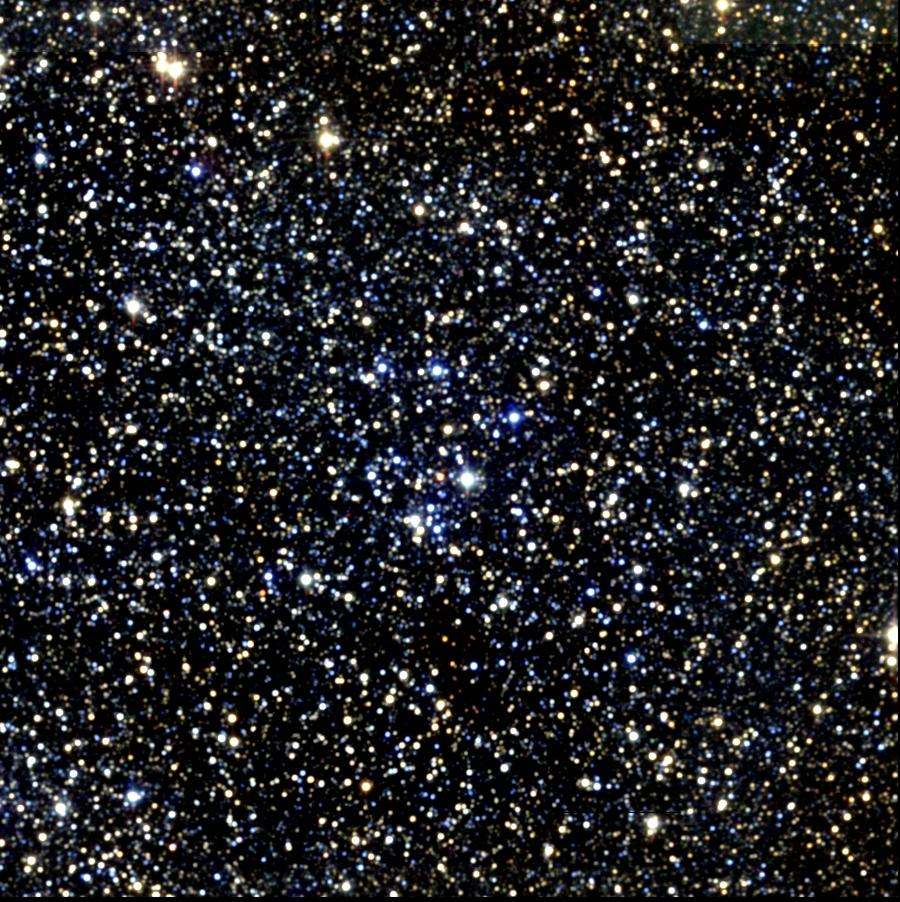
M18-foto från 2MASS-projektet
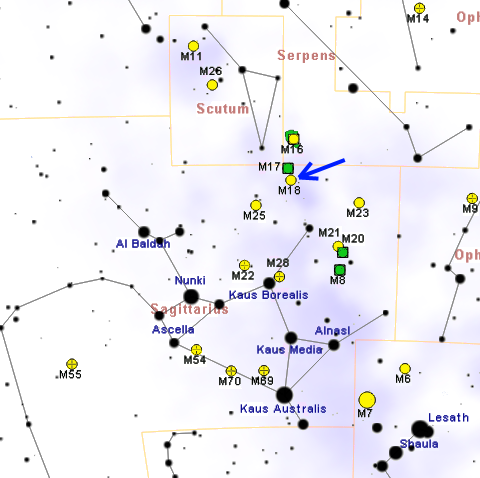
Karta som visar läget för M18 (Roberto Mura)
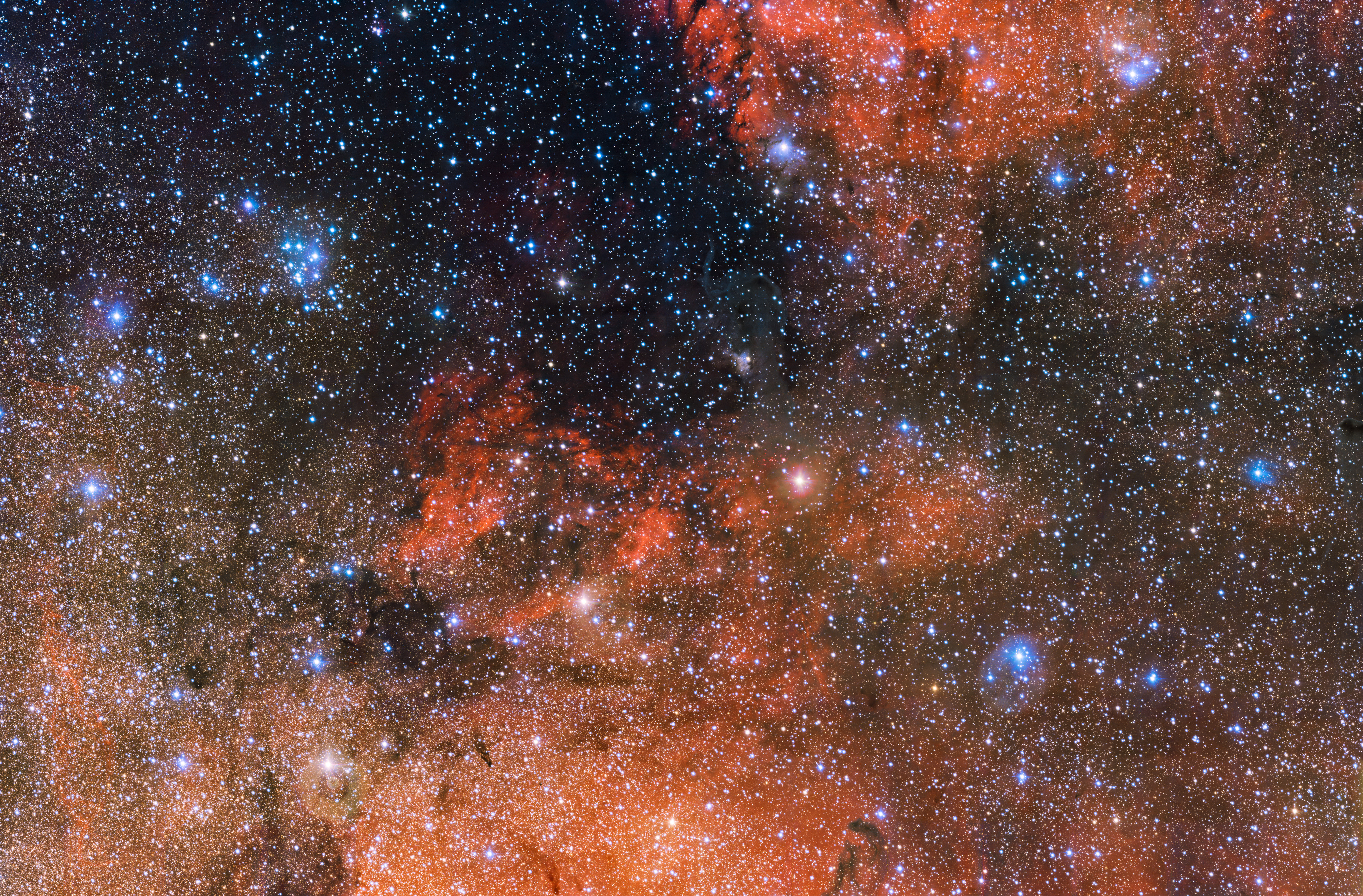
Stjärnhopen Messier 18 (uppe till vänster) och dess omgivning, foto av the OmegaCAM.